# Manon (Vorname)
Manon ist ein weiblicher Vorname.

## Herkunft und Bedeutung
Er wird vor allem im Niederländischen und Französischen gebraucht und ist eine französische Verkleinerungsform von Maria. Weitere Varianten hiervon sind Marianne, Marielle, Mariette, Marion, Marise.

## Bekannte Namensträgerinnen
- Manon Albinus (* 1975), belgische Badmintonspielerin
- Manon Andreas-Grisebach (* 1931), deutsche Literaturwissenschaftlerin und Politikerin (Grüne)
- Manon Apithy-Brunet (* 1996), französische Säbelfechterin
- Manon Arcangioli (* 1994), französische Tennisspielerin
- Manon Aubry (* 1989), französische Politikerin
- Manon Bernard (* 1995), französische Volleyballspielerin
- Manon de Boer (* 1966), indisch-niederländische Videokünstlerin
- Manon Bollegraf (* 1964), niederländische Tennisspielerin
- Manon Bornholdt (* 1950), deutsche Fünfkämpferin, Weitspringerin und Hürdenläuferin
- Manon Briand (* 1964), kanadische Filmregisseurin und Drehbuchautorin
- Manon Carpenter (* 1993), walisische Mountainbikerin
- Manon Dancourt (1684–1745), französische Schauspielerin
- Manon Deketer (* 1998), französische Judoka
- Manon Depuydt (* 1997), belgische Sprinterin
- Manon Flier (* 1984), niederländische Volleyballspielerin
- Manon Genêt (* 1989), französische Triathletin
- Manon von Gerkan (* 1972), deutsches Model und Schmuckdesignerin
- Manon Grashorn (* 1950), deutsche Malerin, Grafikerin, Schriftstellerin und Bühnenbildnerin
- Manon Gropius (1916–1935), Tochter von Alma Mahler-Werfel und Walter Gropius
- Manon Hahn (1908–1993), deutsche Kostümbildnerin
- Manon Houette (* 1992), französische Handballspielerin
- Manon Landowski (* 1964), französische Singer-Songwriterin, Komponistin und Schauspielerin
- Manon Léonard (* 2001), französische Tennisspielerin
- Manon Lloyd (* 1996), britische Radsportlerin
- Manon Melis (* 1986), niederländische Fußballspielerin und -trainerin
- Manon Petit-Lenoir (* 1998), französische Snowboarderin
- Manon Pfrunder (* 1988), Schweizer Schauspielerin und Theaterregisseurin
- Manon Rasmussen (* 1951), dänische Kostümbildnerin
- Manon Rhéaume (* 1972), kanadische Eishockeytorhüterin
- Manon van Rooijen (* 1982), niederländische Freistilschwimmerin
- Manon Sander (* 1970), deutsche Autorin
- Manon Schick (* 1974), schweizerisch-deutsche Journalistin und Menschenrechtsaktivistin
- Manon Straché (* 1960), deutsche Schauspielerin
- Manon Trapp (* 2000), französische Mittel- und Langstreckenläuferin
- Manon Valentino (* 1990), französische Radrennfahrerin
- Manon Vernay (* 1989), australische Handballnationalspielerin französischer Herkunft
- Manon Zijlmans (* 1998), niederländische Handballspielerin